# Wodziacino
Wodziacino (biał. Вадзяціна; ros. Водятино) – wieś na Białorusi, w obwodzie brzeskim, w rejonie lachowickim, w sielsowiecie Olchowce.

## Historia
W dwudziestoleciu międzywojennym leżało w Polsce, w województwie nowogródzkim, w powiecie baranowickim, do 23 kwietnia 1930 w gminie Niedźwiedzice, następnie w gminie Lachowicze. W 1921 miejscowość liczyła 183 mieszkańców, zamieszkałych w 39 budynkach, wyłącznie Polaków wyznania prawosławnego.
Po II wojnie światowej w granicach Związku Sowieckiego. Od 1991 w niepodległej Białorusi.